# Més enllà del Missouri
Més enllà del Missouri (Across the Wide Missouri) és una pel·lícula estatunidenca dirigida per William A. Wellman estrenada el 1951 i doblada al català, basada en el llibre de l'historiador Bernard DeVoto, Across the Wide Missouri. La pel·lícula dramatitza la relació d'uns quants comerciants de pell i la seva interacció amb els natius americans. És protagonitzada per Clark Gable com l'astur traper Flint Mitchell, Ricardo Montalbán com Blackfoot Iron Shirt, John Hodiak com Brecan, María Elena Marqués com Kamiah, la filla del cap Peu Negre.

## Argument
La història descriu un període de la vida d'un traper, Flint Mitchell i ens és relatada, en veu en off, pel seu fill. Aquest home es transforma a poc a poc pel contacte d'una dona índia amb qui s'ha casat. A través d'aquest retrat es dibuixa la vida ruda d'aquests homes, caçadors i trapers, que passaven la seva existència enmig de la naturalesa i obrien les pistes als futurs emigrants. Enfrontaments amb els indis, preocupats per guardar el seu territori verge, viatges esgotadors i perillosos, aquesta vida lluny de tota civilització els acostava finalment als costums indis. Quan Flint Mitchell fa la tria, després de viure la mort de la seva esposa Peu Negre, de quedar lluny de tot amb el seu fill, adopta definitivament aquest estil de vida en comunió amb la naturalesa, que li permet ser sempre prop de la seva dona en el pensament.

## Producció
Durant el rodatge, Ricardo Montalbán va caure d'un cavall, li feia perdre el sentit, deixant-lo amb una lesió espinal. Aquesta lesió es va repetir el 1993, que el forçava a anar en cadira de rodes. La pel·lícula va ser rodada totalment en exteriors a les muntanyes Rocoses, principalment a altituds entre 9.000 i 14.000 peus, i a Durango, Colorado.

## Repartiment
- Clark Gable: Flint Mitchell
- Maria Elena Marqués: Kamiah
- Ricardo Montalban: Ironshirt
- John Hodiak: Brecan
- Adolphe Menjou: Pierre
- Jack Holt: Bear Ghost
- J. Carrol Naish: Looking Glass
- Alan Napier: Capità Humberstone Lyon
- George Chandler: Gowie
- Richard Anderson: Dick
- Howard Keel: Narrador
- Russell Simpson: Hoback
- Henri Letondal: Lucien Chennault